# Rotbeinige Wegwespe

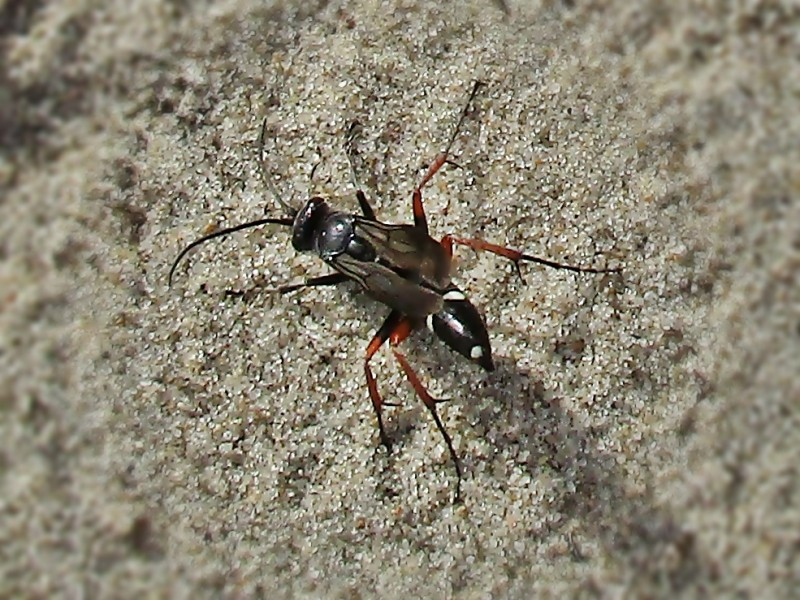
Weibchen, Hinterleib sichtbar

Die Rotbeinige Wegwespe (Episyron rufipes) ist ein Hautflügler aus der Familie der Wegwespen (Pompilidae).

## Merkmale
Die Tiere erreichen eine Körperlänge von 8 bis 12,5 Millimetern (Weibchen) bzw. 6 bis 9 Millimetern (Männchen). Sie besitzen eine schwarze Grundfärbung. Es befinden sich jeweils zwei weiße Flecke auf den Seiten des Hinterleibs. Die Weibchen haben unter anderem einen weißen Fleck vor den Schuppen am Flügelgelenk (Tegulae) und auf dem letzten Tergit des Hinterleibs. Die hinteren Femora sind von der Mitte zum apikalen Ende hin hellrot gefärbt. Die hinteren Tibiae sind hellrot. Das Flügelmal (Pterostigma) der Männchen ist dreimal so lang, wie breit. Die mittleren Femora und Tibiae sind am apikalen Ende zumindest auf der Unterseite hellrot gefärbt. Die Männchen der übrigen Episyron-Arten lassen sich nur schwer von denen von Episyron rufipes unterscheiden.

## Vorkommen
Die Art kommt von Europa bis Zentralasien vor. Sie besiedelt offene bis leicht bewachsene Sandflächen und -wege. Die Tiere fliegen in zwei Generationen von Mitte Mai bis Anfang Oktober. Die Art ist im Süden Mitteleuropas selten, im Norden verbreitet anzutreffen.

## Lebensweise
Weibchen der Rotbeinigen Wegwespe legen ihre Nester im Sand an, wobei auch Aggregationen mehrerer Weibchen gebildet werden können. Die Brut wird mit Radnetzspinnen versorgt, die meist direkt aus dem Netz gefangen werden. Die Wespen fliegen dazu in das Netz und fangen die sich fluchtartig abseilende Spinne ab. Diese wird dann rückwärts in die vorher angelegte Brutzelle gezogen. Eine häufig eingetragene Spinnenart ist die Spaltenkreuzspinne (Nuctenea umbratica).
Oft stehlen sich die Wegwespenweibchen gegenseitig die Beute (Kleptobiose). Die Art wird von den Kuckuckswespen Evagetes crassicornis, Evagetes pectinipes und Ceropales maculata parasitiert.

## Belege